# Сінґкеп
Сінґкеп — острів в архіпелазі Лінгга в Індонезії. 

## Географія
Острів відокремлений від східного узбережжя Суматри протокою Берхала. Оточений островами Посік (Posik) на заході, Серак (Serak) на південному-заході, Лаланг (Lalang) на півдні, і Селаяр (Selayar) що належить до островів Ріау, і знаходиться між островом Лінгга і Сінґкепом.
Площа становить 757 квадратних кілометрів. 
Довжина острова — 42 кілометри, ширина — 40 кілометрів. 
Найвища точка — гора Ланджут (475 метрів над рівнем моря).

## Населення
Населення острова 26,647 чоловік (згідно даних 2010 року).

## Релігія
Провідною релігією на острові є іслам.
Також поширені буддизм, християнство (протестантизм та римо-католицизм), індуїзм і конфуціанство.

## Транспорт
На Сінґкепі розташовано два порти — Дабо (Dabo) поруч з Дабосінґкеп і Джаго (Jago) поруч Сунгаїбулух. Після занепаду оловодобувної промисловості сполучення з портом Мунток на острові Бангка в провінції Бангка-Белітунг і Палембангом на Південній Суматрі припинилося. Однак, швидкісний пором продовжує з'єднувати острів з Танджунг Пінангом, звідки місцеві човни можуть бути зафрахтовані до Лінгга. В Сінґкепі також є невеликий аеропорт, здатний приймати невеликі пасажирські літаки (до 40 місць). 
Аеропорт Дабо (код IATA — SIQ) знаходиться в Дабо — найбільшому і головному місті Сінґкепу. Він активно використовувався в період розквіту гірничодобувної промисловості. В даний час використовується лише для чартерних рейсів і урядових патрульних літаків. 
«Susi Air», що субсидуються державою, виконують пасажирські рейси з Дабо за різними напрямками, такими як Пеканбару, Батам, Танджунгпінанг, Джамбі, і Пангкал-Пінанг.

## Історія

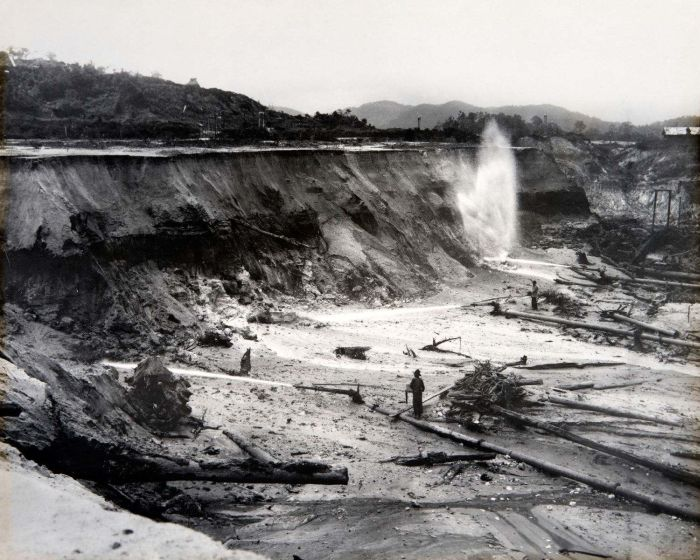
Шахта на острові Сінґкеп. 1928 рік

В серпні 1945 року в результаті підписання таємної угоди голландці відкрили США і Великій Британії доступ до покладів торію на острові Сінґкеп, який був життєво необхідним для ядерних процесів.
У 1999 році, за 35 метрів від Сінґкепу докове судно Mighty Servant 2 затонуло  після зіткнення з до цього невідомим і не нанесеним на карту гранітним шпилем.

## Цікаві місця
На північному заході від Сінґкепу знаходиться рейд Ліннга (Lingga Roads). Під час Другої світової війни він використовувався в якості якірної стоянки для основних підрозділів Імператорського флоту Японії, даючи змогу суднам перебувати поблизу джерел пального. Саме звідси були розгорнуті головні південні сили Японії для Битви в затоці Лейте — наймасштабнішого морського бою в історії.

## Зовнішні посилання
- Singkep Community Website [Архівовано 20 січня 2021 у Wayback Machine.]